# Манье Эла, Режина
Режина Манье Эла (исп. Regina Mañe Ela; род. 8 декабря 1954, — 24 февраля 2015, Испания) — министр образования и культуры Экваториальной Гвинеи

## Биография
Эла родилась в Бате 8 декабря 1954 года. Сначала Эла работала учителем в начальной школе, а с 1970 года — в Национальном институте среднего образования. Она была уволена с последней должности в 1994 году за членство в оппозиционной Партии прогресса Экваториальной Гвинеи.
Эла был секретарем по социальным вопросам Географического совета Рио-Миуни и 17 сентября 1995 года был избран мэром Баты от Партии прогресса. Правящая Демократическая партия Экваториальной Гвинеи оспорила результаты и заявила о своей победе. Президент Теодоро Обианг передал пост мэра одному из своих сторонников.
Эла бежала из страны в поисках убежища в Испании в 1997 году; это было предоставлено, и она жила в Валенсии более 15 лет. В 2003 году она была назначена министром образования и культуры в правительстве Северо Мото Нса в изгнании, сформированном в Мадриде Народной партией, Народным действием Экваториальной Гвинеи и Партией свободы. Она была единственной женщиной-членом кабинета и была известна в Народной партии как «madre» («мать»).
Сын Элы также подал прошение о предоставлении убежища в Испании, и сначала ему было отказано, так как ему пришлось ненадолго вернуться в Экваториальную Гвинею. Он подал апелляцию в Верховный суд Испании, и ему удалось отменить первоначальное решение и принять его в качестве беженца.
Элу заочно судили в Экваториальной Гвинее и приговорили к 20 годам лишения свободы за государственную измену, 15 годам за заговор против главы государства и 15 годам за заговор против правительства. Эла отрицал информацию о государственном перевороте в Экваториальной Гвинее, который якобы планировался в Испании, и об оружии, предназначенном для переворота, которое было захвачено испанским правительством в порту Сагунта. Эла умерла от рака 24 февраля 2015 года.